# 140 PLM 4295 à 4499

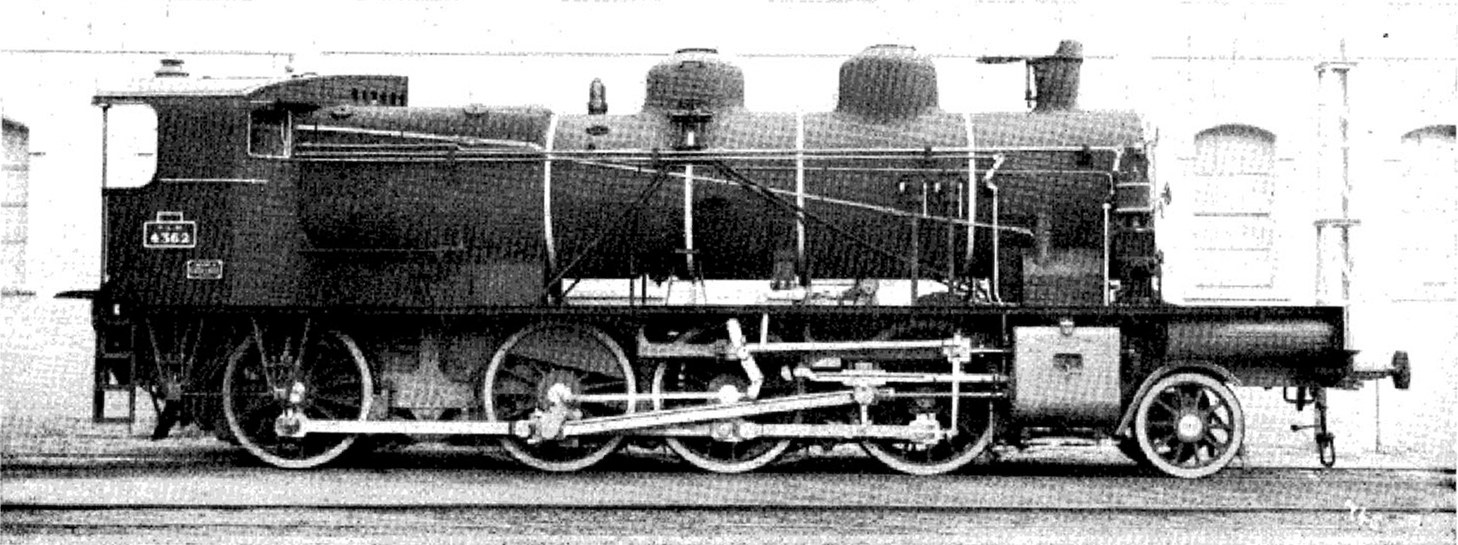
PLM 4362 construite par Fives-Lille

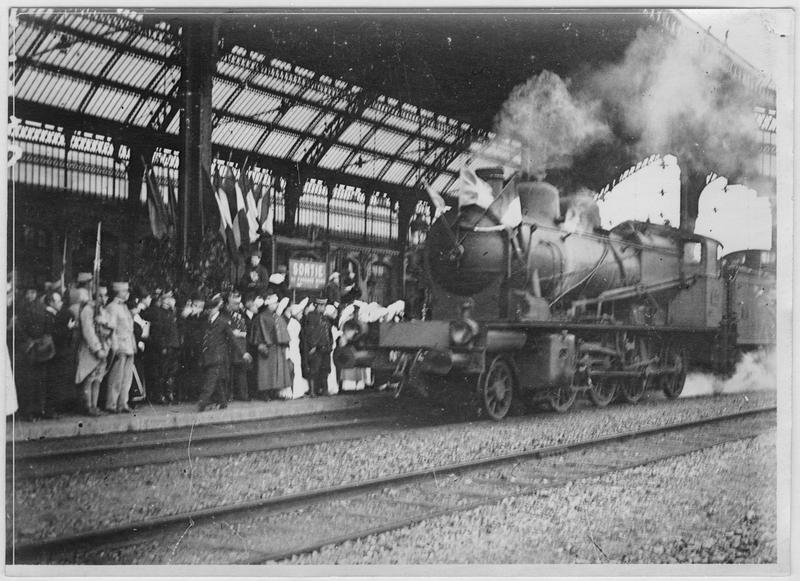
Une locomotive de la série en gare de Lyon-Brotteaux en 1915.

Les 140 PLM 4295 à 4499, futures 140 B 1 à 205 sont des machines Compound de type Consolidation (disposition d’essieux 140) de la Compagnie des chemins de fer de Paris à Lyon et à la Méditerranée et utilisées ensuite par la SNCF.
Elles sont conçues pour tracter des trains de marchandises dans de fortes rampes, notamment sur des lignes de montagnes.
Elles forment une série de 205 machines, livrées entre 1910 et 1912 .
Elles sont numérotées au PLM 4 295 à 4 499, puis 140 B 1 à 205 à partir de 1924.
En 1938, lors de la création de la SNCF, elles deviennent 5 - 140 B 1 à 205.
Elles ont été réparties sur tout le réseau du PLM, notamment sur la ligne des Alpes. Les dernières locomotives ont été réformées en 1956.

## Histoire

### Genèse
Au début du XXe siècle, la Compagnie des chemins de fer de Paris à Lyon et à la Méditerranée disposait de locomotives de type 040 qui avaient remplacé sur les trains les plus lourds ou les lignes de montagne, des locomotives de type 030 ou 031.
Un certain nombre de 040 avaient été réalisées par transformation de locomotives plus anciennes. Afin  d’augmenter le tonnage des trains, le PLM met au point à partir de 1907, une série de 282 machines de type 240, numérotées 4701 à 4982, puis 240 A 1 à 282.
Pour la traction des trains moins importants ou pour des services moins exigeants, les ingénieurs du PLM s’inspirent de cette série et des locomotives de type 230, alors mises en service pour les trains de voyageurs.
Le résultat obtenu, est une locomotive plus courte, avec une chaudière moins longue. Un bissel remplace le bogie des 240. Il est muni d’un balancier Zara qui le relie au premier essieu moteur. Le résultat produit en pratique les mêmes qualités de roulement qu’un bogie, cela pour une longueur et un poids inférieur.

### Description
Ces locomotives de type Consolidation possèdent une chaudière proche de celle des 240 PLM avec une boîte à fumée et un échappement différent. La longueur des tubes est de 4 m contre 4,25 m sur les 240. Les roues motrices ont le même diamètre que les 240, ce qui les prédestine à la traction des trains de marchandises et à être utilisées sur des lignes de montagne.
Comme toutes les locomotives de marchandises du PLM, construites depuis 1888, il s’agit de locomotives à quatre cylindres compound à vapeur saturée.

### Construction
Plusieurs firmes ont participé à la construction de ces locomotives. Leur numérotation ne suit pas toujours l’ordre de leur mise en service
Les locomotives ont été construites dans l'ordre suivant:
- les 4 295 à 4 304 par les ateliers PLM d’Arles en 1910
- les 4 305 à 4 349 par la Société française de constructions mécaniques, à Denain, en 1911 et 1912
- les 4 350 à 4 369 par Fives-Lille entre 1911 et 1912
- les 4 370 à 4 399 par Schwartzkopff, à Berlin, entre 1911 et 1912
- les 4 400 à 4 414 par Henschel, à Cassel, en 1909
- les 4 415 à 4 429 par les Ateliers de construction de La Meuse, à Liège, en 1909
- les 4 430 à 4 449 par Fives-Lille en 1910
- les 4 450 à 4 469 par la Société Franco-Belge en 1910
- les 4 470 à 4 499 par la Société française de constructions mécaniques, à Denain, en 1909

### Transformations
Plusieurs machines ont été transformées, par montage de la surchauffe, modification de l’échappement et remplacement des cylindres BP (basse pression) situés à l'intérieur du châssis. Quelques machines ont reçu partiellement ces modifications et portaient l'indice a, devenant ainsi 140 Ba.
Entre 1919 et 1936, 199 locomotives avaient été dotées d’un surchauffeur Schmidt 48 éléments et à deux collecteurs indépendants, d’une surface de surchauffe de 62,64 m2.
Une seule machine, la 140 B 4 ayant subi ces modifications, reçoit également en 1941 de nouveaux cylindres basse pression, un réchauffeur ACFI, un nouvel échappement et dotée d'écrans pare-fumée, est devenue 6-140 M 4.
Elle est retirée du service après des dégâts survenus lors de la Seconde Guerre mondiale et cette transformation qui donne des performances encourageantes n'est pas reproduite.
En 1931-1936, la 140 B 58 expérimente un surchauffeur à gros tubes à un seul collecteur.

### Caractéristiques
Longueur : 12,50 m
Poids à vide : 66,5 t
Poids en charge : 73,5 t
Timbre : 16 kg
Surface de grille : 3,08 m2
Surface de chauffe (foyer) : 16 m2
Surface de chauffe(chaudière) : 223 m2
Diamètre des roues (motrices) : 1 500 mm
Diamètre des roues (porteuses) : 1 000 mm
Dimensions des cylindres HP (haute pression), alésage x course : 380 x 650 mm
Dimensions des cylindres BP (basse pression), alésage x course : 600 x 650 mm
Vitesse maximum : 85 km/h

## Evolution de la construction des autres locomotives du type 140 au PLM
Entre 1911 et 1913, le PLM expérimentera deux autres formules alors en vogue en construisant deux séries de 20 locomotives dérivées des 140 PLM 4295 à 4499, afin de déterminer si elles pourraient supplanter les locomotives compound à vapeur saturée.
Elles possèdent les dispositions suivantes:
- quatre cylindres à simple expansion et surchauffe pour les 140 PLM 4 271 à 4 290, futures 140 C 1 à 20 construites entre 1911 et 1913
- quatre cylindres compound et surchauffe pour les 140 PLM 4 175 à 4 194, futures 140 D 1 à 20, construites entre 1912 et 1913

En effet, la surchauffe, récemment inventée, fait des prouesses sur les locomotives qui en sont dotées, à tel point que le PLM, partisan du compoundage, comme toutes les autres compagnies françaises de cette époque, envisage de se passer de la complexité du système compound et des chaudières ayant un timbre élevé en construisant des locomotives à simple expansion moins chères et plus simples à réaliser et entretenir.
Par la même occasion, une nouvelle série de Consolidation les 140 PLM 3741 à 3955 et 140 E PLM 164 à 213 fut mise en service, proches des 140 PLM 4 295 à 4 499 mais munies de roues de 1 650 mm, leur permettant de rouler plus vite mais sur des lignes moins accidentées.
Le résultat des essais ne suffit pas à persuader le PLM de généraliser l’emploi de la surchauffe pour les locomotives affectées aux trains de marchandises. En conséquence, ces locomotives seront construites en utilisant la configuration éprouvée (compound et vapeur saturée) des 140 PLM 4 295 à 4 499. Elles seront cependant dotées de la surchauffe après 1919.
En outre, une nouvelle série de locomotives 140 PLM est construite de 1925 à 1926.Il s’agit des 140 F 1 à 100. Elles sont très proches des 140 B, mais dotées d’emblée d’un surchauffeur à 48 éléments.